# Sarıtala
Sarıtala è un comune dell'Azerbaigian situato nel distretto di Tovuz. Conta una popolazione di 615 abitanti.